# HMS Nasturtium (K107)
«Настуртіум» (англ. HMS Nasturtium (K107) — військовий корабель, корвет типу «Флавер» Королівського військово-морського флоту Великої Британії за часів Другої світової війни.

## Історія створення
Корвет «Настуртіум» був закладений 23 березня 1940 року на верфі компанії Smith's Dock Company у Саут-Бенк-он-Тіс як La Paimpolaise на замовлення французьких ВМС. 4 липня 1940 року він був спущений на воду, а 26 вересня 1940 року увійшов до складу Королівських ВМС Великої Британії.

## Історія служби
«Настуртіум» брав участь у бойових діях на морі в Другій світовій війні, супроводжував транспортні конвої союзників в Атлантиці. За час війни брав участь у взаємодії з іншими протичовновими кораблями у затопленні німецького підводного човна U-556.
27 червня 1941 року німецький підводний човен U-556 під командуванням Герберта Вольфарта був атакований на південний захід від Ісландії британськими корветами «Нестартіум», «Кілендайн» і «Гладіолус». Всього три корвети запустили 50 глибинних бомб; U-556 був вимушений спливти на поверхню, коли «Гладіолус» на нього скинув ще три глибинні бомби; потім корвети відкрили вогонь в упор, вразивши бойову рубку U-556. У результаті капітан Вольфарт і екіпаж покинули корабель, і човен затонув, перш ніж його вдалось врятувати.